# Drummond (municipio regional de condado)
Drummond (AFI: [dRͻmͻnd]), es un municipio regional de condado de Quebec en Canadá. Está ubicado en la región administrativa de Centre-du-Québec. La sede y ciudad más poblada es Drummondville.

## Geografía

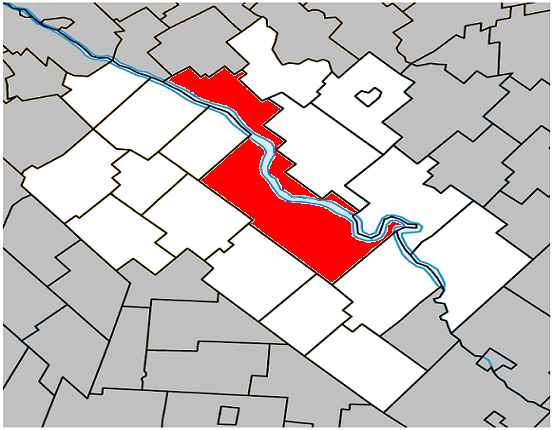
Territorio del MRC de Drummond, en rojo Drummondville

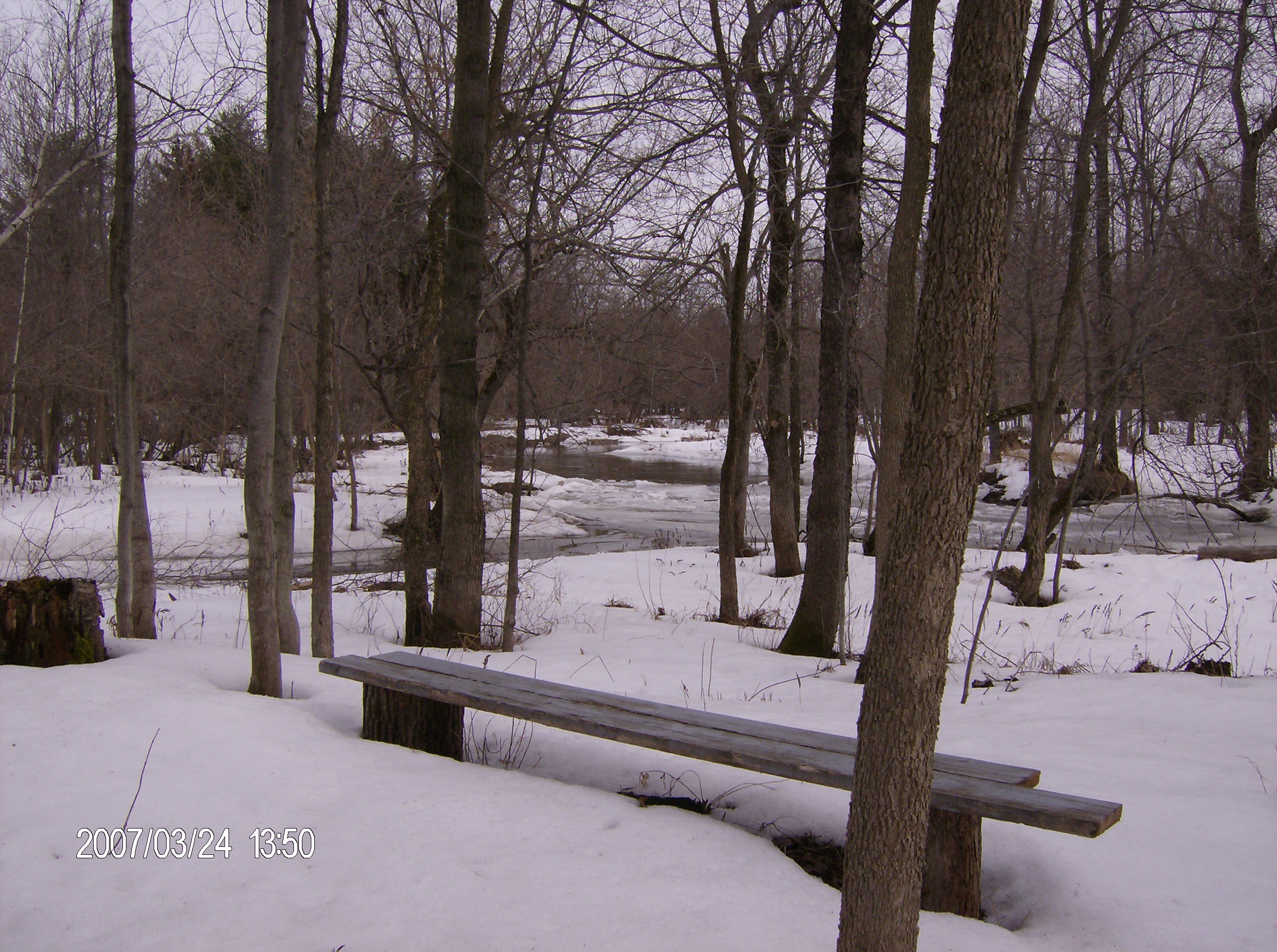
Rivière aux Vaches en Saint-Bonaventure

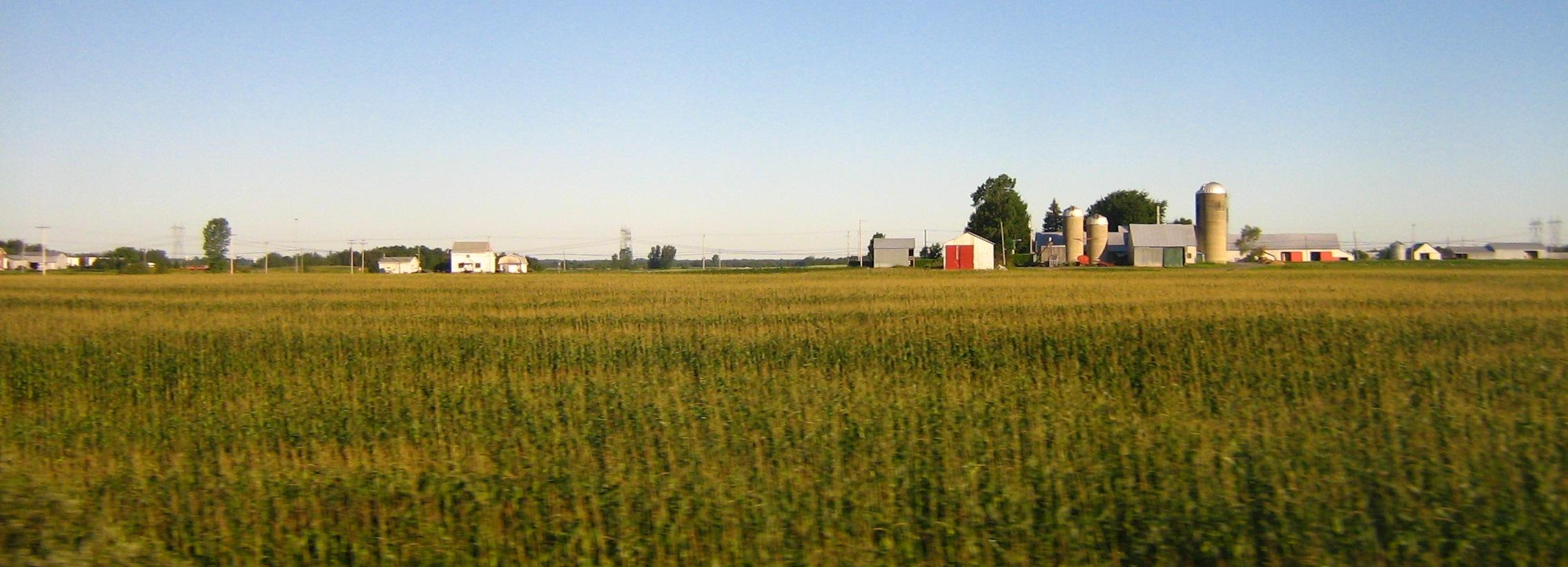
Campos en Notre-Dame-du-Bon-Conseil

El municipio regional de condado de Drummond se encuentra por las orillas del río Saint-François. Los MRC limítrofes son Nicolet-Yamaska al noroeste, Arthabaska al noreste, Les Sources al este, Le Val-Saint-François al sureste, Acton al sur, Les Maskoutains al suroeste y Pierre-De Saurel al oeste. Drummond, el sede del MRC, está ubicado al centro del territorio formado por las cuatro ciudades más importantes de Quebec, aproximadamente 90 kilómetros al noreste de Montreal, 150 km al suroeste de Quebec, 50 km al sur de Trois-Rivières y 80 km al noroeste de Sherbrooke. El territorio está incluso en la planicie del San Lorenzo y la llanura de los Apalaches.

## Urbanismo

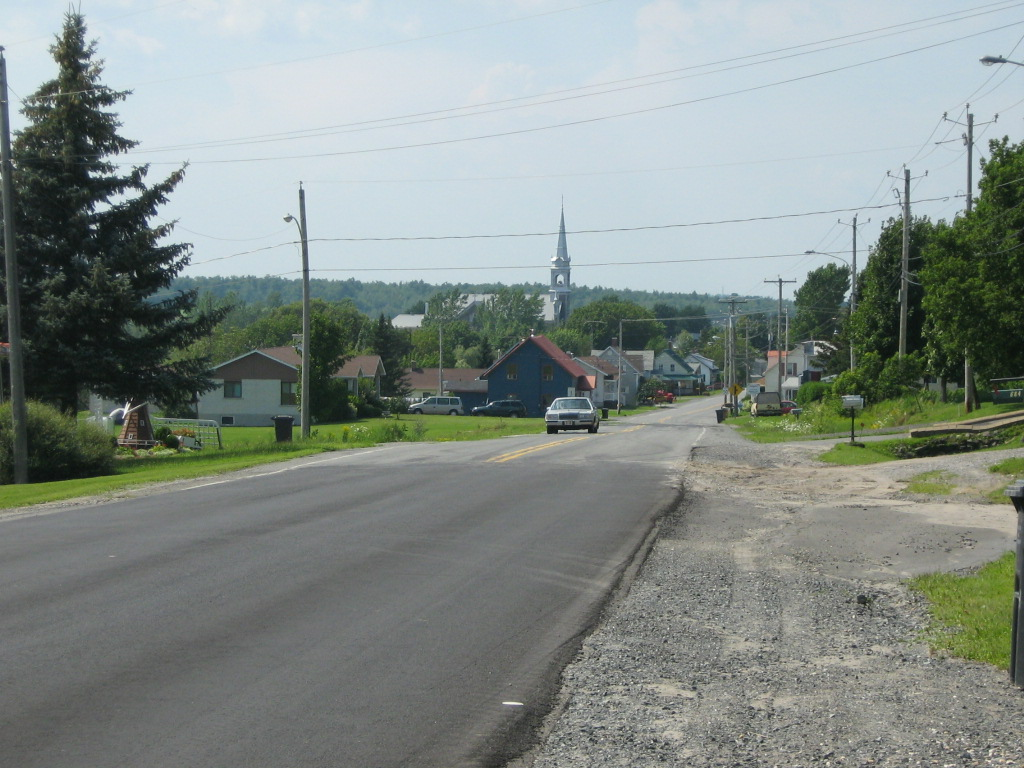
Pueblo de L’Avenir

Drummond se encuentra en la confluencia de las autopistas 20 y 55.

## Historia

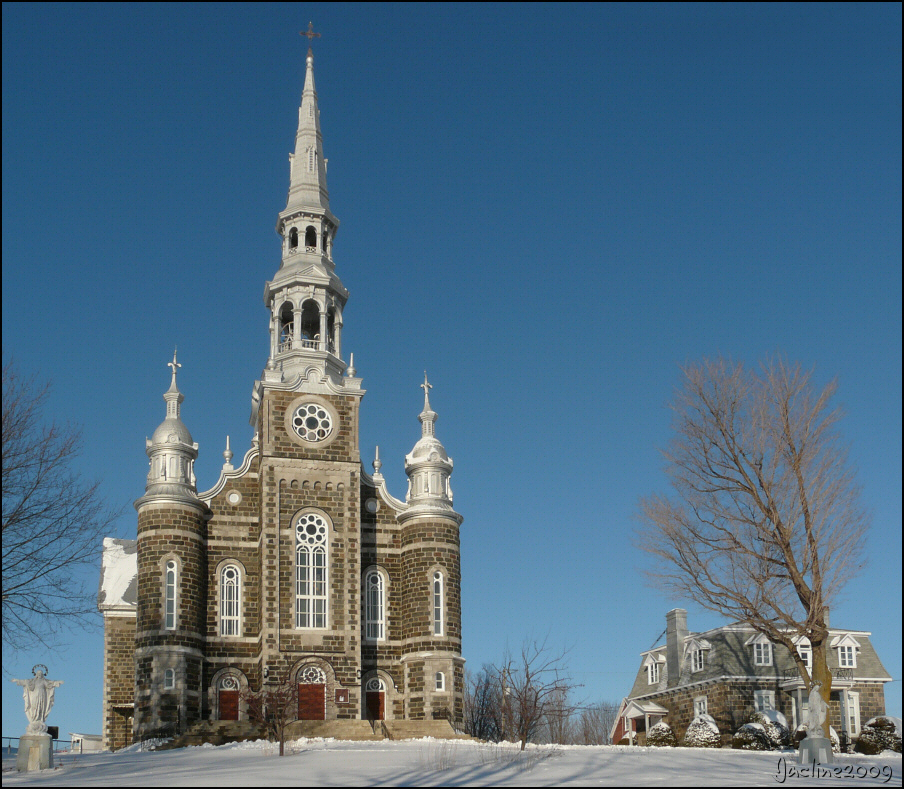
Iglesia de Saint-Félix-de-Kingsey

El MRC, creado en 1982, sucedió al antiguo condado de Drummond con partes de territorio de este y del antiguo condado de Yamaska.

## Política
El prefecto actual (2014) es Alexandre Cusson, alcalde de Drummondville. El territorio del MRC de Drummond forma parte de las circunscripciones electorales de  Drummond Bois-Francs, Johnson y Nicolet-Bécancour a nivel provincial y de Drummond a nivel federal.

## Demografía
Según el censo de Canadá de 2011, había 98 681 habitantes en este MRC. La densidad de población era de 61,7 hab./km². La población aumentó de 6,1 % entre 2006 y 2011. En 2011, el número total de inmuebles particulares era de 45 249, de los que 42 972  estaban ocupados por residentes habituales, los otros siendo desocupados o segundas residencias.
Evolución de la población total, 1991-2014

## Economía
La economía regional se compuesta de la industria de transformación y de servicios. Las empresas locales fabrican lámparas, frigoríficos, equipo de hockey, bicicletas, tejido, papel e imprenta. Drummondville es el centro de servicios para la región de Centre-du-Québec.

## Componentes
Hay 18 municipios en el territorio del MRC de Drummond.
| Código | Nombre                      | Tipo          | Fecha de constitución | Área total (km²) | Área agua (km²) | Área tierra (km²) | Población 2014 | Gentilicio (en francés) | Densidad (hab./km²) | DT | Número de concejales | CEP                                              | CEF      |
| ------ | --------------------------- | ------------- | --------------------- | ---------------- | --------------- | ----------------- | -------------- | ----------------------- | ------------------- | -- | -------------------- | ------------------------------------------------ | -------- |
| 49005  | Saint-Félix-de-Kingsey      | Municipalidad | 01.07.1855            | 127,92           | 1,63            | 126,29            | 1616           | Kingséen, ne            | 12,8                | S  | 6                    | Drummond-Bois-Francs                             | Drummond |
| 49015  | Durham-Sud                  | Municipalidad | 01.11.1975            | 92,55            | 0,26            | 92,29             | 1003           | Durhamien, ne           | 10,9                | S  | 6                    | Johnson                                          | Drummond |
| 49020  | Lefebvre                    | Municipalidad | 10.10.1922            | 66,15            | 0,05            | 66,10             | 863            | Lefebvrois, e           | 13,1                | S  | 6                    | Johnson                                          | Drummond |
| 49025  | L’Avenir                    | Municipalidad | 23.12.1976            | 99,01            | 1,41            | 97,60             | 1271           | L’Avenirois, e          | 13,0                | S  | 6                    | Johnson                                          | Drummond |
| 49030  | Saint-Lucien                | Municipalidad | 11.11.1907            | 114,71           | 3,47            | 111,24            | 1619           | Luciennois, e           | 14,6                | S  | 6                    | Drummond-Bois-Francs                             | Drummond |
| 49040  | Wickham                     | Municipalidad | 23.12.1972            | 98,90            | 0,25            | 98,65             | 2534           | Wickhamois, e           | 25,7                | S  | 6                    | Johnson                                          | Drummond |
| 49048  | Saint-Germain-de-Grantham   | Municipalidad | 22.02.1995            | 87,57            | 0,21            | 87,36             | 4812           | Germanois, e            | 55,1                | S  | 6                    | Johnson                                          | Drummond |
| 49058  | Drummondville               | Ciudad        | 07.07.2004            | 259,70           | 12,63           | 247,07            | 74 067         | Drummondvillois, e      | 299,8               | D  | 12                   | Drummond-Bois-Francs, Johnson                    | Drummond |
| 49070  | Saint-Cyrille-de-Wendover   | Municipalidad | 06.09.1905            | 109,76           | 0,16            | 109,60            | 4575           | Cyrillois, e            | 41,7                | D  | 6                    | Drummond-Bois-Francs                             | Drummond |
| 49075  | Notre-Dame-de-Bon-Conseil   | Pueblo        | 01.01.1957            | 4,43             | 0,24            | 4,19              | 1447           | Bonconseillois, e       | 345,3               | S  | 6                    | Drummond-Bois-Francs                             | Drummond |
| 49080  | Notre-Dame-de-Bon-Conseil   | Parroquia     | 15.02.1898            | 88,20            | 0,79            | 87,41             | 1009           | -                       | 11,5                | S  | 6                    | Drummond-Bois-Francs                             | Drummond |
| 49085  | Sainte-Brigitte-des-Saults  | Parroquia     | 09.03.1878            | 71,59            | 1,00            | 70,59             | 771            | Brigittois, e           | 10,9                | S  | 6                    | Nicolet-Bécancour                                | Drummond |
| 49095  | Saint-Majorique-de-Grantham | Parroquia     | 13.07.1901            | 58,97            | 1,48            | 57,49             | 1325           | Majoriquois, e          | 23,0                | S  | 6                    | Johnson                                          | Drummond |
| 49100  | Saint-Edmond-de-Grantham    | Parroquia     | 09.02.1918            | 48,70            | 0,05            | 48,65             | 712            | Edmondois, e            | 14,6                | S  | 6                    | Johnson                                          | Drummond |
| 49105  | Saint-Eugène                | Municipalidad | 31.10.1879            | 76,10            | 0,08            | 76,02             | 1136           | Eugénois, e             | 14,9                | S  | 6                    | Johnson                                          | Drummond |
| 49113  | Saint-Guillaume             | Municipalidad | 08.11.1995            | 88,27            | 0,01            | 88,26             | 1604           | Guillaumien, ne         | 18,2                | S  | 6                    | Nicolet-Bécancour                                | Drummond |
| 49125  | Saint-Bonaventure           | Municipalidad | 01.01.1867            | 80,87            | 2,35            | 78,52             | 1010           | Bonaventurien, ne       | 12,9                | S  | 6                    | Nicolet-Bécancour                                | Drummond |
| 49130  | Saint-Pie-de-Guire          | Parroquia     | 14.06.1866            | 52,58            | 1,14            | 51,44             | 452            | Guirois, e              | 8,8                 | S  | 6                    | Nicolet-Bécancour                                | Drummond |
| 490    | Drummond                    | MRC           | 01.01.1982            | 1625,98          | 27,21           | 1598,77           | 101 826        | -                       | 63,7                | -  | -                    | Drummond-Bois-Francs, Johnson, Nicolet-Bécancour | Drummond |

DT división territorial, D distritos, S sin división; CEP circunscripción electoral provincial, CEF circunscripción electoral federal 